# GtkRadiant
GtkRadiant je program vyvíjený společnostmi id Software a Loki Software spolu s dalšími dobrovolníky z řady komunity hráčů. Je určený k tvorbě tzv. map do řady počítačových her.

## Historie
Kořeny programu sahají až k id Softwaru. První editor map pro hru Quake a hry založené na její technologii byl QuakeEd. S příchodem hry Quake II byl uvolněn nástroj QE4, s kterým id Software vytvořil mapy pro danou hru. Robert Duffy převzal zdrojové kódy pro nový editor QERadiant, který získal na popularitě. id Software neváhal a vytvořil podobný editor Q3Radiant pro svoji hru Quake III Arena. Tyto programy byly pouze pro operační systémy řady Windows.
V roce 2001 byla uveřejněna první verze programu GtkRadiant, založená na předchozím editoru Q3Radiant. Rozdíl nastal v přenositelnosti mezi platformami. Poprvé vývojáři použili jádro GTK+, což umožnilo uvolnit program také pro operační systémy Linux a Mac OS X. Jako první editor podporoval více her najednou pomocí tzv. herních balíčků (anglicky game pack). Timothee Besset, který se postaral o přenositelnost na Linux, převzal práva pro správu zdrojových kódů editoru.
GtkRadiant je svobodný software distribuovaný pod licencí GNU GPL. Nějakou dobu byly zdrojové kódy k dispozici na FTP serveru id Softwaru, hlavně kvůli přibaleným částem zdrojových kódů hry Quake III Arena. Tento systém dvojí licence nebyl pro vývoj programu příliš výhodný, což znesnadnilo používání editoru mimo komerční projekty. 19. října 2005 byl zdrojový kód hry Quake III Arena spolu se zdrojovým kódem programu Q3Radiant uvolněn pod licencí GNU GPL. Licence pro editor GtkRadiant a jeho nástroje (především Q3Map2, program pro tvorbu binárních BSP souborů) byla únoru 2006 změněna a program byl 17. února uvolněn pod licencí GNU GPL.

## DarkRadiant
Vedle GtkRadiantu ještě existuje jeden jeho fork: DarkRadiant (stránky projektu jsou v sekci externí odkazy). Ten byl optimalizován pro hry používající engine id Tech 4. Zpočátku byl určen pro level designéry modifikace hry Doom 3: The Dark Mod (stránky modifikace jsou přiloženy v sekci externí odkazy).

## ZeroRadiant
Aneb dnešní verze GtkRadiantu. ZeroRadiant bylo pracovní označení pro ohlášení vyvíjené verze GtkRadiantu, 1.6.0. Nové verze jsou postaveny na základech starší verze 1.4, ovšem oproti ní mají i nějaké další vylepšení:
- Zabudovaná funkce pro dočasné vypínání kompozice plochy Windows Vista a vyšší (známé pod pojmem „prostředí Aero“)
- Položka pro vytvoření navigačního souboru BOTů pro mapu
- Rozšířené herní balíčky
- Širší podpora her (mezi nimi i velmi oblíbená internetová hra Quake Live)
- A další na seznamu připravovaných změn…

Dosavadní verze 1.6.6 je poslední stabilní verzí programu. V současnosti na vývoji programu pracuje řada dobrovolníků spolu se společností id Software. Prozatím není oznámena další verze programu.

## Podporované hry
Úplný seznam her podporovaných editorem je k nalezení na vývojářském webu projektu. Zde je uveden seznam nejznámějších her, které GtkRadiant v současné době podporuje.
- Prey
- Quake
- Quake II
- Quake III Arena
- Quake 4 (hry založené na technologii id Tech 4 mají také vlastní zabudovaný editor)
- Quake Live (level designéři musí mít externí program WolfCamQL a nastavení editoru musí směřovat tam)
- Doom 3
- Star Wars Jedi Knight: Jedi Academy
- Star Wars Jedi Knight II: Jedi Outcast
- Nexuiz
- Half-Life
- Return to Castle Wolfenstein
- Wolfenstein: Enemy Territory
- War§ow
- UFO: Alien Invasion
- Urban Terror